# Pauline von Montgelas
Pauline Gräfin von Montgelas (geboren als Pauline Mathilde Sophie Gräfin von Wimpffen; ausgesprochen mõʒəˈla; * 28. Februar 1874 in Rom; † 10. Mai 1961 in Rottach-Egern) war im Deutschen Katholischen Frauenbund tätig und setzte sich für Verbesserungen der Arbeitsbedingungen von Dienstmädchen, Heimarbeiterinnen und Kellnerinnen ein.

## Leben und Wirken

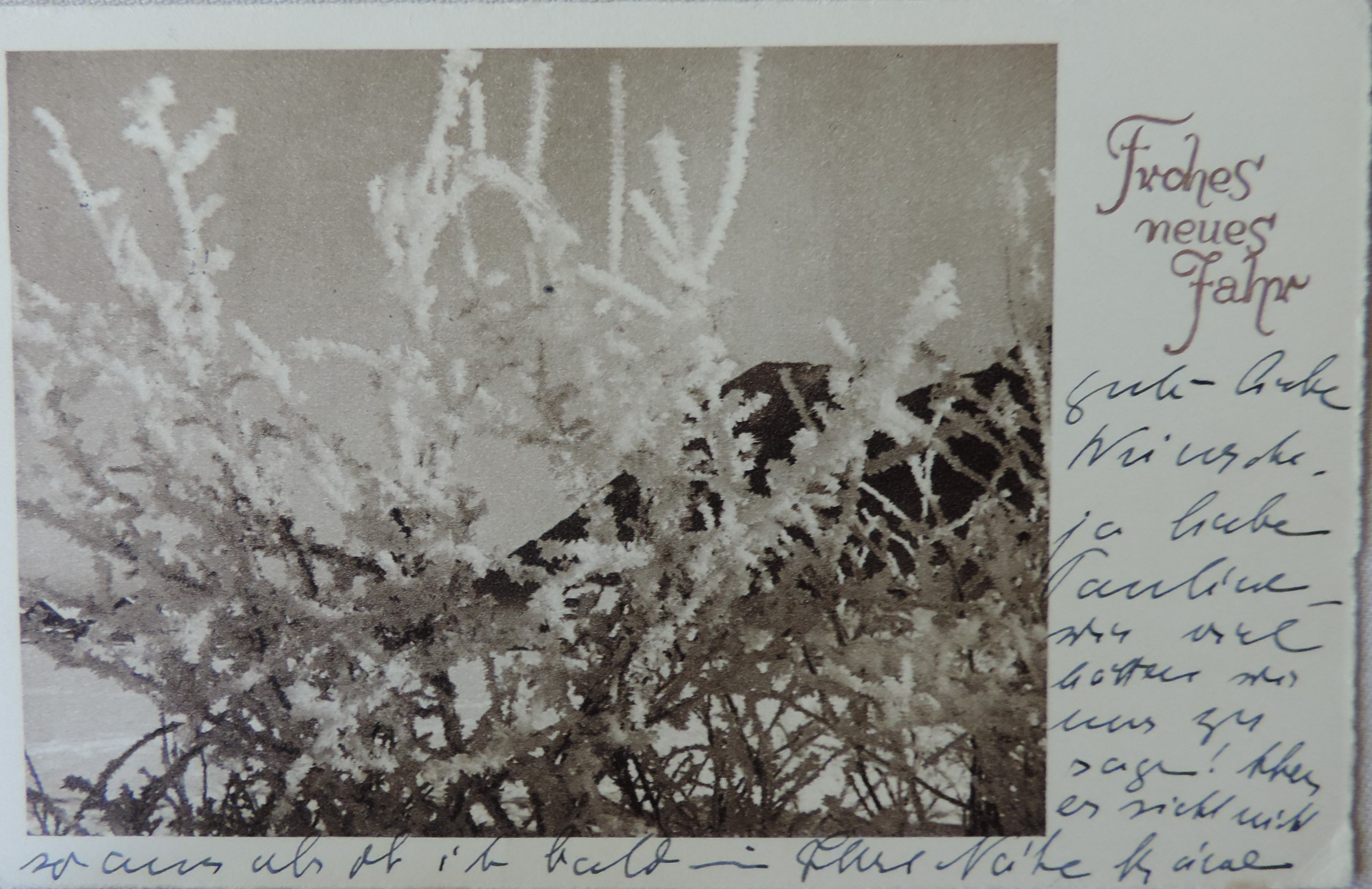
Neujahrsgrüße (1933) von Alice Salomon an ihre Freundin Gräfin Pauline von Montgelas (archiviert im Ida-Seele-Archiv)

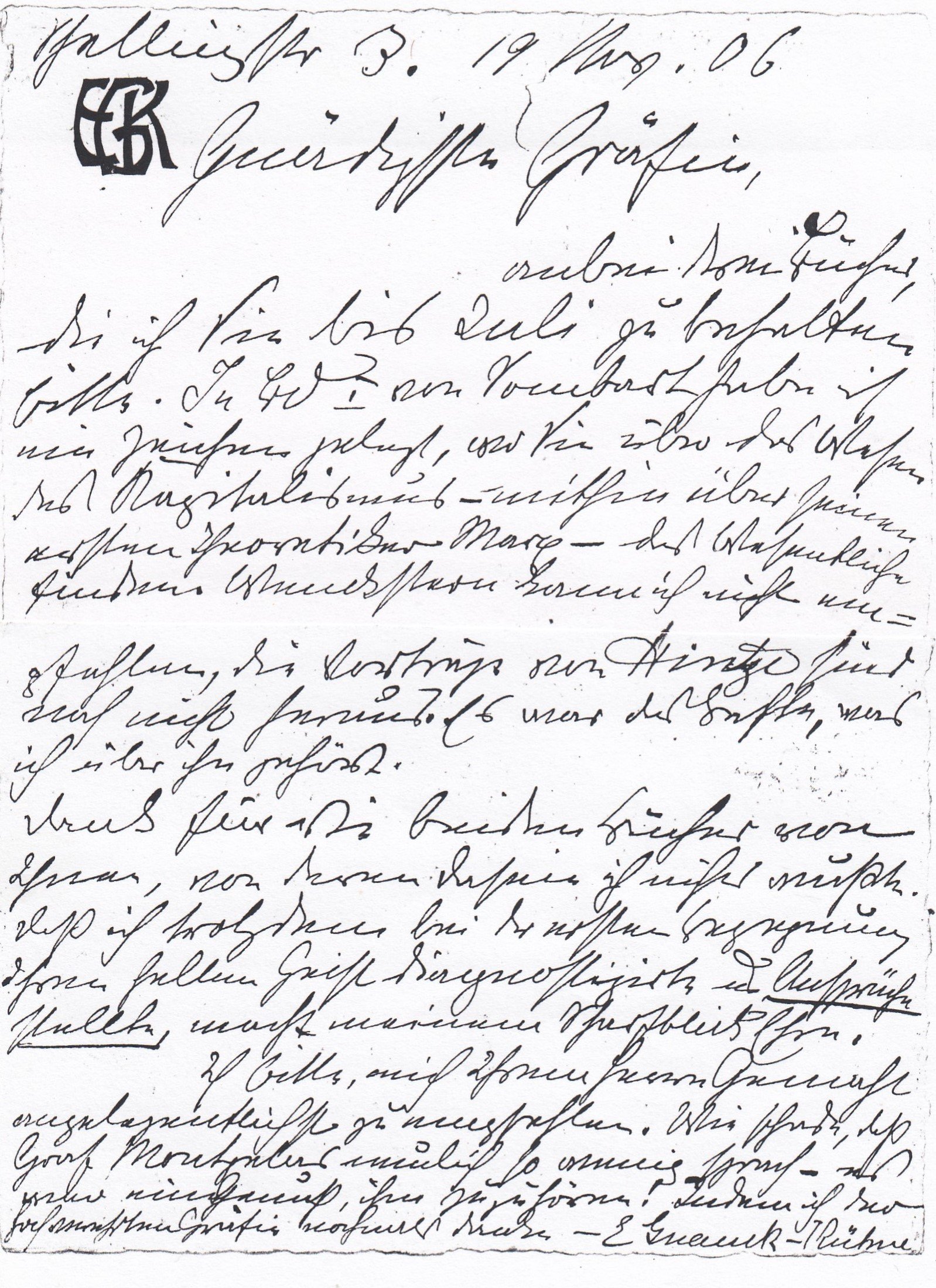
Brief von Elisabeth Gnauck-Kühne an die Gräfin, archiviert im Ida-Seele-Archiv

Pauline Mathilde Sophie war die Tochter des Botschafters von Österreich-Ungarn, Felix Graf von Wimpffen, und der Margaretha Gräfin zu Lynar. Sie verbrachte ihre Kindheit und Jugendzeit in den Städten, in welchen ihr Vater als Diplomat tätig war: in Rom, Berlin und Paris. Im Alter von 23 Jahren heiratete sie Maximilian Graf von Montgelas. Die Ehe blieb kinderlos. Von 1900 bis 1903 weilte das Ehepaar in Peking, wo der Graf als Militärattaché tätig war. Während dieser Zeit unternahm die Adelige ausgedehnte Reisen in verschiedene Länder des besetzten Südasien. Ihre Reiseeindrücke publizierte sie 1906 unter dem Titel Bilder aus Südasien.
Die Gräfin, die in verschiedenen deutschen Städten lebte, vor allem aber in München, suchte bald nach ihrer Heirat eine sinnvolle Tätigkeit und engagierte sich im Marianischen Mädchenschutzverein. Dort lernte sie Ellen Ammann kennen, die sie für die Gründung eines Zweigvereins des Deutschen Katholischen Frauenbundes in München gewinnen konnte. Pauline von Montgelas wurde zur 2. Vorsitzenden des Vereins gewählt. Sie übernahm die Leitung der Sozialen Sektion, die sich um Dienstmädchen, Heimarbeiterinnen und Kellnerinnen kümmerte. Demzufolge gründete sie  u. a. den Gewerkverein der Heimarbeiterinnen Deutschlands, den Katholischen Arbeiterinnenverein sowie den Bayerischen Hausindustrie-Verband. Ferner beteiligte sie sich am Auf- und Ausbau von Sozialen Kursen, aus denen schließlich die Sozial-caritative Frauenschule (heute: Katholische Stiftungsfachhochschule München) hervorging, und übernahm noch 1921 im katholischen Frauenbund den Vorsitz der Auslandskommission, deren Aufgabe es war, Verbindungen mit gleichgesinnten katholischen Frauenorganisationen im Ausland zu knüpfen.
Für ihr soziales Engagement wurde die Gräfin mehrmals gewürdigt. So wurde sie beispielsweise 1906 zur Ehrenpräsidentin der Patronage für jugendliche katholische Arbeiterinnen Nürnberg ernannt. In Dresden bekleidete sie den Ehrenvorsitz des Frauenklubs Dresden 1910.

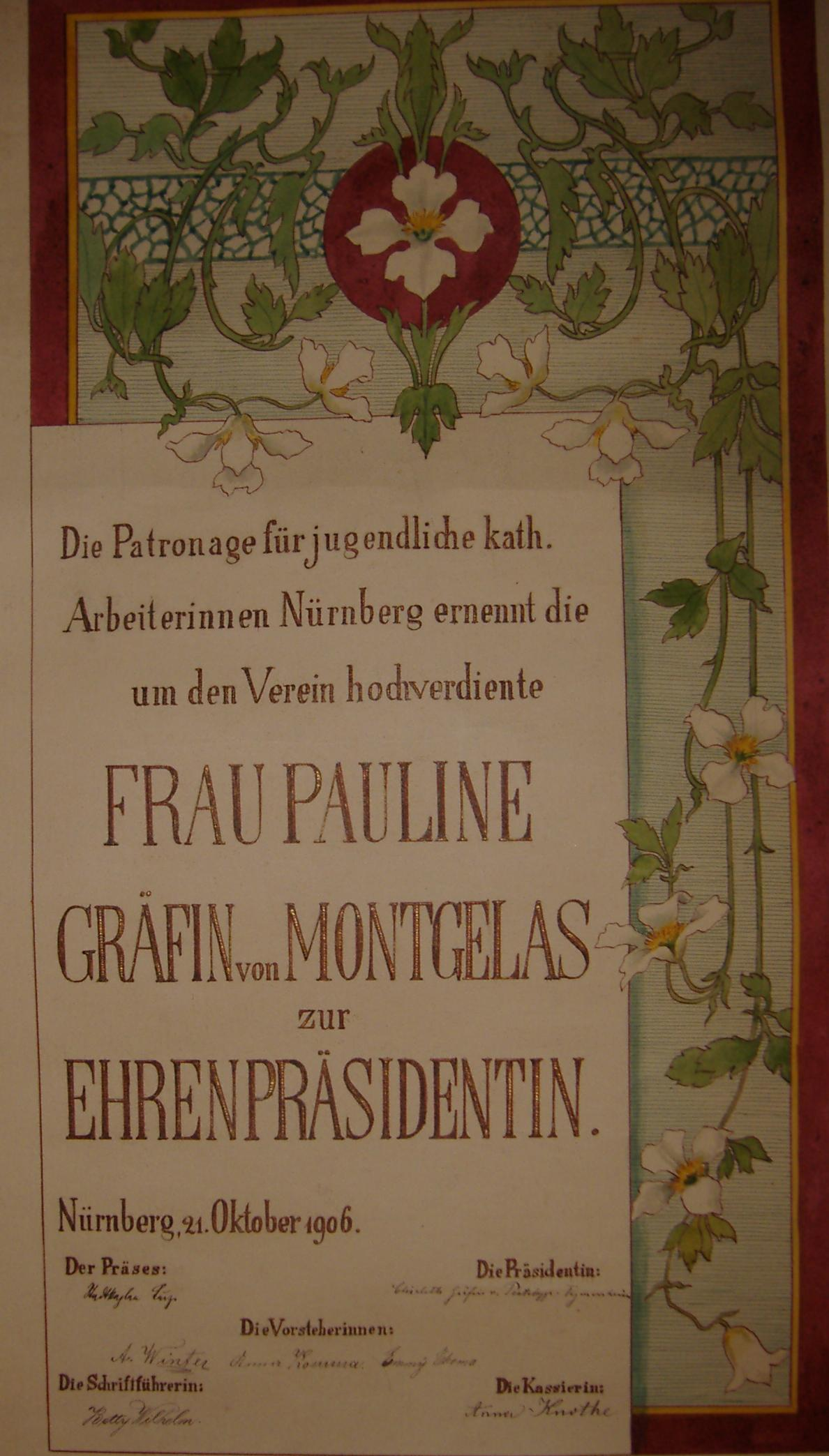
Urkunde: Ernennung zu Ehrenpräsidentin (archiviert im Ida-Seele-Archiv)

In der Zeit des Nationalsozialismus zog sich die Adelige, die anfänglich dem Nationalsozialismus positiv gegenüberstand, immer mehr aus der Öffentlichkeit zurück, da sie von der politischen Situation bitter enttäuscht wurde. Die tief im katholischen Glauben verwurzelte Gräfin musste miterleben, wie Frauen, die sich öffentlich zum Christentum bekannten, verfolgt und inhaftiert wurden. Besonders betroffen war sie vom Schicksal ihrer jüdischen Freundin Alice Salomon, die aus Deutschland vertrieben wurde und an der sie hautnah die brutale Verfolgung der Juden miterlebte. Entschieden lehnte Pauline von Montgelas die vielen Aufforderungen von Repräsentanten des Staates, sich im BDM oder in der NSDAP aktiv zu beteiligen, ab. Daraufhin versuchte man, sie wegen ihrer eigenen jüdischen Versippung zu erpressen, da der Bruder ihres Vaters, Franz Reichsgraf von Wimpffen, mit der jüdischen Bankierstochter  Marianne Baronin von Eskeles verheiratet gewesen war (vgl. Hohenwarter 2002, S. 78 ff.). Doch die Gräfin blieb jedem Erpressungsversuch standhaft.
Ihre sterblichen Überreste sind in der Krypta der Grafen von Montgelas in Egglkofen/Landkreis Mühldorf bestattet.

## Schriften (Auswahl)
- Ostasiatische Skizzen. Theodor Ackermann, München 1905.
- Bilder aus Südasien. München 1906.
- Soziale Verantwortung. In: Die Christliche Frau 1907/08. S. 85–88.
- Zur Reform des Kellnerinnenberufes. In: Die Christliche Frau 1909/10. S. 354–357.
- Von Chinas berühmter Kaiserin, in: Die christliche Frau 27 (1929) 89-96.
- Das Reich. In: Die Christliche Frau 1933. S. 278–284.